# FC Rom
Der Foot Ball Club di Roma (traditionelle Bezeichnung: Roman, deutsch: Römer) war ein 1903 gegründeter italienischer Fußballverein aus Rom, der 1900 als Sportverein anderen Namens begann. Der insbesondere für seine Fußballmannschaft bekannte Klub war einer der drei Fusionsvereine, die sich 1927 zur AS Rom konstituierten und die Vereinsfarben und Wappen mitbrachten.

## Geschichte
Der Verein war in direkter Konkurrenz zur Società Podistica Lazio 1901 nördlich der Aurelianischen Mauer von Schotten, Schweizern, Adeligen Roms und dem Marchese Enzo Casalini gegründet worden und seit 1903 bereits mit offizieller Fußballabteilung. Das Spielfeld lag im späteren Stadtteil Parioli und bekam 1907 noch mit der Società Sportiva Alba weitere Konkurrenz, dessen Eigentümer ein Feld im späteren Stadtteil Flaminio besaß und eine Taverne im Stadtzentrum.
Da die Serie A in Norditalien gegründet wurde, waren anfänglich nur dortige Teams vertreten. Stattdessen spielte man im Latium regionale Turniere. Man nutzte zusammen mit Lazio das Spielfeld in der Villa Borghese (Piazza di Siena), hatte im Stadtrand im Süden jedoch das Motovelodromo Appio als 10.000 Zuschauer fassendes Stadion der Audace Roma.
Zur Italienischen Fußballmeisterschaft 1912/13 wurden Teams aus Süditalien als Teilnehmer zugelassen. In der Gruppe Latium wurde die beste Mannschaft für die Finalrunde Süditaliens gesucht, die anschließend gegen den Norditalienischen Sieger antrat. In der Gruppe wurde man vierter von sechs, Lazio Rom dominierte und kam bis ins Meisterschaftsfinale. 1913/14 verbesserte der FC Rom sich auf Platz 2 in der Gruppe, Lazio kam erneut bis ins Gesamtfinale.
Die Spielzeit 1914/15 brachte die Veränderung einer 2. Runde mit sich. Roman holte den Gruppensieg im Latium mit neun Siegen aus zehn Spielen, darunter einem 5:2 gegen Lazio, bei dem auch das zweitplatzierte Lazio sich dafür qualifizierte. In dieser zweiten Gruppe aller Süditalienischen Mannschaften wurde der FC Rom Dritter hinter dem erstplatzierten Lazio. Aufgrund des Eintritts Italiens in den Ersten Weltkrieg im Mai 1915 wurde die Meisterschaft jedoch nicht zu Ende gespielt. CFC Genua als führendes Team der Norditalienischen Mannschaften wurde zum Meister erklärt.
Laut Riccardo Di Segni sei der FC Rom dann von wohlhabenden Mitgliedern der Jüdischen Gemeinde übernommen und die Hierarchie neu aufgestellt worden.
Nach Ende des Krieges konnte der FC Rom nicht mehr an den Erfolg anknüpfen. Zunächst war der Klub zwar 1919/20 in der Prima Categoria vertreten, wo die Gruppe im Latium mit neuen Mannschaften ergänzt war und insgesamt mehr Teams in Süditalien mitspielten. Man konnte jedoch teilweise nicht zu Spielen antreten und beendete in den ersten beiden Nachkriegsmeisterschaften die regionale Vorausscheidung für Latium auf dem letzten Tabellenplatz.
Die Topmannschaften, dennoch alles Amateure, wollten eine Reduktion der Mannschaften. Jene sich betroffen gefühlte Vereine hatten Angst zu verschwinden und legten ein Veto ein. So gründete sich die CCI als Konkurrenzverband zur FIGC, die alleinig von der FIFA anerkannt blieb, aber durch die Teilung finanziell arm blieb. Deren Saison umfasste nur Teams des geographischen Nordens bis zur neu zum Norden hinzugefügten Toskana. Der von der CCI organisierte Konkurrenzwettbewerb 1921/22 umfasste eine Lega Nord mit zwei Gruppen und für die südlichen Teams als Lega Sud mit zusätzlich Apulien, Sizilien und Marken als ergänzte Regionen zu den bekannten. Der Gewinner durfte gegen den Nordsieger um die Meisterschaft spielen, die offiziell anerkannt wurde wie auch die FIGC-Meisterschaft. Der FC Rom konnte die Liga trotz des schlechteren Torverhältnisses wegen des direkten Vergleichs gegenüber Audace Rom halten, Meister der Südliga wurde Fortitudo Roma. 1922/23 spielten die Konkurrenzligen wieder unter einem Verband mit einer ersten und zweiten Liga. Roman wurde in der Latium-Gruppe letzter und stieg ab. Nach dem Wiederaufstieg zwei Jahre später reüssierte der Klub im hinteren Tabellendrittel.
Im Zuge der italienischen Vereinheitlichungspolitik von Benito Mussolini sollte die Hauptstadt einen konkurrenzfähigen, einheitlichen Sportverein bekommen, um die Dominanz des Nordens zu brechen. Zu dieser Zeit gab es acht Fußballvereine in Rom, die in der ersten regionalen Liga vertreten waren. Um die Kräfte zu bündeln, schlug Italo Foschi, damaliger Präsident von Fortitudo Roma und römischer Repräsentant der Partito Nazionale Fascista, die Zusammenlegung mehrerer Vereine vor, um den Meistertitel in die Hauptstadt zu holen. Zusammen mit Ulisse Igliori (Mitglied der Direktion der PNF und Präsident der SS Alba) wurde das Vorhaben getrieben.
Nachdem der FC Rom mit dem letzten Ligaspiel im März 1927 letztmals ein Pflichtspiel bestritt, fusionierte der Klub am 22. Juli 1927 mit der SS Alba, das zuvor mit Audace Roma zur SS Alba-Audace Roma fusionierte, und Fortitudo-Pro Roma, zuvor aus Fortitudo Roma und der SS Pro Roma entstanden, zur AS Rom. Zuvor scheiterte eine Fusion noch am Kapital. Lazio entzog sich der Fusion.
Der neue Klub übernahm dabei die gelb-roten Vereinsfarben, die auf dem Kapitol basieren. Fortan betonte man die Römische Tradition und Symbolik. Das Wappen kam von Fortidudo-Pro Roma und wurde neu eingefärbt.